# Crionica
Crionica là một chi bướm đêm thuộc họ Erebidae.